# Rappelz
Vous pouvez aider à l'améliorer ou bien discuter des problèmes sur sa page de discussion.
- Il ne s’appuie pas, ou pas assez, sur des sources secondaires ou tertiaires. (Marqué depuis mars 2012)
- Il est à actualiser. Certains passages sont obsolètes ou annoncent des événements désormais passés. (Marqué depuis septembre 2017)

- Archive Wikiwix
- Bing
- Cairn
- DuckDuckGo
- E. Universalis
- Gallica
- Google
- G. Books
- G. News
- G. Scholar
- Persée
- Qwant
- (zh) Baidu
- (ru) Yandex
- (wd) trouver des œuvres sur Wikidata

Rappelz est un jeu de rôle en ligne massivement multijoueur gratuit développé par la société coréenne Gala Lab (anciennement nFlavor) et édité dans ses versions française, anglaise et allemande par Way2Bit. Il s’agit d’un MMORPG fantastique dans lequel trois races différentes sont jouables dans un monde dévasté. Le gameplay du jeu est principalement basé sur un système de contrôle de familiers très poussé et un grand nombre de compétences, accessibles pour le personnage comme pour le familier. Ce jeu est sorti tout d'abord en Corée du Sud (son pays d'origine), en mars 2005, puis en Europe le 30 janvier 2008, avec une période de deux semaines de bêta-test. Le jeudi 14 février sortait le jeu officiel, avec un seul serveur : Pyroxia, un serveur PK.
Même s'il est free-to-play, le jeu bénéficie de grosses mises à jour appelées Epic. En ce moment[Quand ?], Rappelz en est à l'Epic IX Partie 6.

## Système de jeu

### Races
Chacune des trois races de Rappelz dispose de trois types de personnages (Attaquant/Magicien/Dresseur), répartis en différentes classes spécialisées et personnalisables en fonction des choix de compétences effectués par le joueur. Les noms en anglais sont ceux de la version américaine afin d'aider ceux qui s'y perdent un peu car la traduction a modifié certains noms.
La race Deva est celle des enfants de la lumière. Ils utilisent la magie sacrée et lumineuse, et possèdent des guerriers polyvalents.
La race Asura est celle des enfants des ténèbres. Ils utilisent le poison, la magie noire et la fourberie pour arriver à leurs fins. Ils sont les maîtres des sorts lourdement offensifs à distance avec leurs mages élémentalistes et sorciers, ainsi que du DPS avec les assassins et traqueurs.
La race Gaïa est la race humaine de Rappelz, spécialisée dans la force brute et l’utilisation de la magie de la nature. Ils sont de formidables adeptes du corps à corps grâce à leurs classes de gladiateur et d'animiste. Le mystique donne la possibilité de s'orienter vers le druide ou le chaman, les magiciens Gaïa.

### Villes
Chaque race possède sa ville principale : Horizon, ville principale des Gaïas ; Katan, ville principale des Asuras ; Laksy, ville principale des Devas ; Rondo, ville principale du Continent, au centre de toutes les régions ; le village caché ; la ville en ruine, le village de Mare, la Ville des apprentis et le Grand Bazar.

### Fragment de lune
Les Fragments de Lune augmentent les dégâts physiques et magiques de 100 %.
Ils sont achetables, échangeables contre des Laks, ou bien accessibles en récompenses de quêtes.
Les Laks sont des morceaux d'âme d'une créature morte au combat.
Pour en obtenir, vous devez être équipé d'un Pendentif du Chaos, cependant, vous n'en obtenez pas sur chaque monstre tué.
Le nombre de Laks récupéré sur les monstres varie en fonction du niveau et du type du monstre, en effet un monstre de type magique (fée, ange, etc.) donnera plus de Laks en nombre, mais moins souvent. Tuer un Boss [*](Elite) augmente fortement ce nombre.
Le nombre de Laks récupéré dépend du niveau du monstre et de son niveau (en groupe, les Laks sont partagés entre les membres).
Plus on avance en niveau, plus le nombre de Laks récupéré sur les monstres augmente. Certains monstres en libèrent plus que d'autres (ange, fée, wyverne...).
Par exemple, en donjon, on peut en récupérer 600 à 800 sur un seul monstre (difficulté [++]).

### Donjons
Il existe actuellement 12 donjons différents dans Rappelz. Ce sont des endroits où les monstres sont plus difficiles à tuer, cependant l'expérience et le butin sont améliorés en fonction de cette hausse de difficulté. Ils se font généralement en groupe jusqu’à un maximum de 8 joueurs.

### Améliorations d’équipement
Les armes et armures ont leur propre niveau. Il est ainsi possible d’améliorer une arme afin qu'elle fasse plus de dégâts, sans avoir à en racheter une nouvelle. Le niveau de l'objet s'affiche en suffixe du nom.
Le Forgeron permet d'améliorer ces objets. Le niveau d'amélioration maximum est actuellement 10 avec une arme rang 2,3,4,5,6,7. Contrairement à ces rangs, une arme de rang 1 se verra uniquement améliorable jusqu'au niveau 5.
Il est également possible d'améliorer son équipement avec des cubes (de force pour les armes, de défense pour les armures). Le nombre de cubes ajouté sera affiché en préfixe du nom de l'arme/armure. Au-delà d'un certain nombre de cubes (4), l'objet peut être détruit lors de l'enchantement si celui-ci rate. Il est possible d'utiliser une Poudre de Protection, protégeant l'objet de la casse. Les armes de niveau 5 ou plus possèdent un halo de couleur différente à chaque nouveau niveau. Un objet peut être amélioré jusqu'au niveau 20.
Toutefois, il est possible d'augmenter aléatoirement et temporairement la puissance ou le pouvoir de vos armes avec des fragments et des runes, achetables chez le marchant PNJ de chaque ville. Les armures ne disposent pas de cette fonctionnalité.
Il est également possible, depuis l'Epic VIII Partie 1, d'éveiller son arme ou son bouclier. L'éveil permet de donner cinq bonus ou malus de statistiques et/ou de paramètres.
Une dernière amélioration possible est l'ajout de pierres d'âmes sur l'équipement. Les pierres peuvent être utilisées suivant le niveau du joueur (20, 40, 60, 80...). Il est cependant possible de mettre des pierres d'un niveau supérieur à celui du joueur, mais celles-ci ne seront pas prises en compte (par exemple un joueur de niveau 58 peut utiliser une arme contenant des pierres de niveau 60, mais celles-ci ne seront effectives que lorsqu'il aura atteint le niveau 60). Il existe plusieurs caractéristiques (Force, Vitalité, Dextérité, Agilité, Intelligence, Sagesse).

### Système de familiers
L’un des principaux intérêts de Rappelz est le système de familiers. Utilisables par toutes les races et classes, les familiers sont contrôlables par les joueurs, disposent de caractéristiques et gagnent en niveau et en compétences. Les familiers ont également un grand nombre de sorts et de compétences accessibles selon les types de créatures et les choix des joueurs.
Bien que toutes les classes de Rappelz puissent contrôler un familier, certaines sont spécialisées dans leur contrôle ou leur amélioration.
Avant de contrôler un familier, il est nécessaire de l'apprivoiser. Pour ce faire, il faut avoir dans son inventaire une carte vide du bon type, puis lancer sur la créature adéquate le sort d'apprivoisement, et enfin réduire ses points de vie à zéro. Certaines cartes sont vendues par un marchand dans les villes, tandis que les autres ne peuvent être obtenues que sur des monstres. À noter que l'apprivoisement de créatures non basiques n'est pas chose aisée, il est ainsi recommandé de demander l'aide d'un dompteur "fiable" (en effet, si vous faites appel à un dompteur, vous devrez lui donner votre carte pour qu'il puisse tenter d'apprivoiser le familier, ce qui a déjà donné lieu à de nombreux cas de vols. Prudence, donc...).
Les familiers évoluent aux niveaux 50 et 100. Ces évolutions provoquent un changement de leur apparence ainsi qu’un accès à de nouvelles compétences. On pourra choisir de ne les évoluer respectivement qu'au niveau 60 et 115 afin d'obtenir des points et des caractéristiques bonus sur ceux-ci, cette pratique est appelée la sur-évolution (Over-Breed en anglais).

### Cartes Boss
Depuis l'épic VII et plus précisément l'épic VII Partie 2 sortie le 29 mars 2011 on note l'apparition des cartes de boss.